# مرتضی عقیلی
مرتضی عقیلی (زادهٔ ۲۰ شهریور ۱۳۲۳ - تهران) (۱۱ سپتامبر ۱۹۴۴) بازیگر ،نویسنده ، کارگردان و تهیه کننده  تأتر  و سینما ایران است.

## زندگی‌نامه
مرتضی عقیلی در سال ۱۳۲۳ در تهران زاده شد. او فعالیت هنری را در سال ۱۳۴۱ با بازی در نمایش‌های گروه تئاتر شاهین سرکیسیان آغاز کرد.
مرتضی عقیلی در کودکی با بازی در تعزیه دو طفلان مسلم به بازیگری علاقه‌مند شد؛ زیرا عمویش تعزیه‌خوان بود. چند سال بعد با کمک بیژن و بهمن مفید که مانند او ساکن خیابان شهباز (خیابان ۱۷ شهریور) بودند وارد گروه‌های نمایشی آماتور شد و از آغاز دهه ۱۳۴۰ با پیوستن به گروه تئاتر شاهین سرکیسیان بازیگری حرفه‌ای را آغاز کرد. او پیش از حضور در سینما برای یک دهه در کنار چهره‌های مطرح تئاتر بازی کرد.
مرتضی عقیلی سینمای حرفه‌ای را در سال ۱۳۵۰ با بازی در فیلم کاکو به کارگردانی شاپور قریب تجربه کرد. اما خودش می‌گوید که ابتدا در فیلم عروس بیانکا ساخته قبلی شاپور قریب در سال ۱۳۴۹ نقش بسیار کوتاهی داشته و به قدری بد بازی کرده که مهدی میثاقیه تهیه‌کننده آن فیلم به کارگردان اعتراض کرده بود. این برخورد به عقیلی انگیزه می‌دهد به چنان موفقیتی برسد که «هروقت آقای میثاقیه من را می‌بینند به احترام جلوی پایم بایستد.» او در سال ۱۳۵۶ فیلم جای امن را به تهیه‌کنندگی مهدی میثاقیه کارگردانی کرد و خودش در نقش اصلی بازی کرد. از به یاد ماندنی ترین بازیهای مرتضی عقیلی ایفای نقش ِ شخصیت قاسم در فیلم زیر پوست شب و شخصیت اسی در فیلم  تپلی(۱۳۵۱) است.
مرتضی عقیلی در دهه ۱۳۵۰ یکی از نمادهای آثار سینمایی عامه‌پسند معروف به فیلمفارسی بود. البته بازی او در چند فیلم مهم آن دهه نیز قابل توجه است. مرتضی عقیلی در کمتر از ۱۰ سال در بیش از ۶۰ فیلم سینمایی بازی کرد و چهار فیلم را هم کارگردانی کرد و در این مدت به اوج محبوبیت رسید.
انقلاب ۱۳۵۷ مسیر زندگی مرتضی عقیلی را تغییر داد. آخرین فیلم او در ایران پنجمین سوار سرنوشت به کارگردانی سعید مطلبی بود که در سال ۱۳۵۹ ساخته شد. پس از بازی در این فیلم، مرتضی عقیلی دیگر نتوانست به کار در سینما ادامه دهد و به تئاتر بازگشت. اما پس از مدتی حتی کار در تئاتر هم برای او ممنوع شد و از ایران به لس آنجلس ایالات متحده آمریکا رفت.
مرتضی عقیلی در دوران زندگی در خارج از ایران نمایشنامه میرزا فتح‌الله در هالیوود را نوشت و با کارگردانی و بازی خود نزدیک به ۱۷ سال به شکل پراکنده در اروپا و آمریکای شمالی روی صحنه برد. او همچنین به اجرای برنامه‌های طنز می‌پرداخت یا به عنوان مهمان در شبکه‌های فارسی‌زبان خارج از ایران حضور می‌یافت.
مرتضی عقیلی در دهه ۱۳۹۰ به ترکیه رفت تا با یک شبکه تلویزیونی فارسی‌زبان همکاری کند. از جمله این همکاری‌ها بازی در سریال طنز شهر قشنگ به کارگردانی مهدی مظلومی بود. اما زندگی در ترکیه و همکاری با این شبکه زیاد طول نکشید و او پس از مدتی به ایران بازگشت. نخستین بار در سال ۱۳۹۸ پرویز پرستویی خبر بازگشت مرتضی عقیلی را اعلام کرد. نخستین بار که خبر حضور او در ایران منتشر شد هنگام درگذشت پسرش در تابستان سال ۱۳۹۸ بود.

عقیلی و سپیده در نمایی از فیلم مسافر (۱۳۵۳)

مرتضی عقیلی در بهمن ۱۴۰۰ پس از چهار دهه در تئاتر فلزات چکش‌خوار بازی کرد. نمایش اثری از گروه تئاتر «دیگر» است که آرش سنجابی کارگردان و پرویز پرستویی تهیه‌کننده آن بود. تئاتر فلزات چکش‌خوار در تالار حافظ تهران اجرا شد.

## فیلم‌شناسی

### بازیگر
- پنجمین سوار سرنوشت(۱۳۵۹)
- پرستش (۱۳۵۷)
- قدغن (۱۳۵۷)
- جای امن (۱۳۵۶)
- در شهر خبری نیست (۱۳۵۶)
- سلام تهران (۱۳۵۶)
- شب آفتابی (۱۳۵۶)
- شب زخمی (۱۳۵۶)
- کوسه جنوب (۱۳۵۶)
- گل‌های کاغذی (۱۳۵۶)
- بی‌گناه (۱۳۵۵)
- بیدار در شهر (۱۳۵۵)
- پاداش یک مرد (۱۳۵۵)
- پاک‌باخته (۱۳۵۵)
- پشمالو (۱۳۵۵)
- جایزه (۱۳۵۵)
- سیاه‌بخت (۱۳۵۵)
- شهر شراب (۱۳۵۵)
- پاشنه طلا (۱۳۵۴)
- خداحافظ کوچولو (۱۳۵۴)
- شرف (۱۳۵۴)
- فاصله (۱۳۵۴)
- مرد شرقی و زن فرنگی (۱۳۵۴)
- هم‌خون (۱۳۵۴)
- هوس (۱۳۵۴)
- آقا مهدی وارد می‌شود (۱۳۵۳)
- اوستا کریم نوکرتیم (۱۳۵۳)
- تهمت (۱۳۵۳)
- دکتر و رقاصه (۱۳۵۳)
- زیر پوست شب (۱۳۵۳)
- سلام بر عشق (۱۳۵۳)
- قفس (۱۳۵۳)
- گروگان (۱۳۵۳)
- مسافر (۱۳۵۳)
- موسرخه (۱۳۵۳)
- ناجورها (۱۳۵۳)
- هرجایی (۱۳۵۳)
- آقای جاهل (۱۳۵۲)
- پاپوش (۱۳۵۲)
- تعقیب تا جهنم (۱۳۵۲)
- جنوبی (۱۳۵۲)
- خیالاتی (۱۳۵۲)
- دشمن (۱۳۵۲)
- زن باکره (۱۳۵۲)
- شورش (۱۳۵۲)
- طاهر (۱۳۵۲)
- غریب (۱۳۵۲)
- غول (۱۳۵۲)
- قربون زن ایرونی (۱۳۵۲)
- مردها و نامردها (۱۳۵۲)
- مروارید (۱۳۵۲)
- نامحرم (۱۳۵۲)
- استوار و پاسبان (۱۳۵۱)
- تپلی (۱۳۵۱)
- تنها مرد محله (۱۳۵۱)
- خانواده سرکار غضنفر (۱۳۵۱)
- مهدی مشکی و شلوارک داغ (۱۳۵۱)
- زن یکشنبه (۱۳۵۰)
- کاکو (۱۳۵۰)
- لوطی (۱۳۵۰)

### کارگردان
- جای امن (۱۳۵۶)
- گل‌های کاغذی (۱۳۵۶)
- بی‌گناه (۱۳۵۵)
- فاصله (۱۳۵۴)

### نویسنده
- جای امن (۱۳۵۶)
- گل‌های کاغذی (۱۳۵۶)
- فاصله (۱۳۵۴)

### تهیه‌کننده
- جای امن (۱۳۵۶)
- گل‌های کاغذی (۱۳۵۶)
- فاصله (۱۳۵۴)

### خواننده
- قفس (۱۳۵۳)

### تلویزیون
- شهر قشنگ (۱۳۹۵) شبکه جم
- زمین ناهموار (۱۳۹۵) شبکه جم